# Chieri '76 Volleyball 2018-2019
Questa voce raccoglie le informazioni riguardanti il Chieri '76 Volleyball nelle competizioni ufficiali della stagione 2018-2019.

## Stagione
Nella stagione 2018-19 il Chieri '76 Volleyball assume la denominazione sponsorizzata di Reale Mutua Fenera Chieri.
Partecipa per la prima volta alla Serie A1, ottenendo la promozione dalla Serie A2 grazie alla vittoria dei play-off promozione; chiude la regular season di campionato al dodicesimo posto in classifica, retrocedendo in Serie A2.

## Organigramma societario
Area direttiva
- Presidente: Filippo Vergnano

Area tecnica
- Allenatore: Luca Secchi (fino al 16 gennaio 2019), Marco Sinibaldi (dal 17 gennaio 2019)
- Allenatore in seconda: Marco Rostagno
- Scout man: Emanuele Aime

Area sanitaria
- Medico: Francesco Lancione, Giuseppe Ronco
- Preparatore atletico: Davide Stocco
- Fisioterapista: Gianfranco Cumino, Giorgia Valetto

## Rosa
| N° | Nome                  | Ruolo | Data di nascita   | Nazionalità sportiva |
| -- | --------------------- | ----- | ----------------- | -------------------- |
| 1  | Giulia Bresciani      | L     | 27 settembre 1992 | Italia               |
| 2  | Jordyn Poulter        | P     | 31 luglio 1997    | Stati Uniti          |
| 3  | Elena Perinelli       | S     | 27 giugno 1995    | Italia               |
| 5  | Giorgia Caforio       | L     | 16 settembre 1994 | Italia               |
| 6  | Barbara Đapić         | S     | 11 marzo 1995     | Croazia              |
| 7  | Ana Starčević         | S     | 24 marzo 1986     | Croazia              |
| 8  | Chiara Scacchetti     | P     | 10 dicembre 1995  | Italia               |
| 9  | Odina Əliyeva         | S     | 22 maggio 1990    | Azerbaigian          |
| 10 | Gyselle de la Caridad | O     | 29 ottobre 1991   | Cuba                 |
| 11 | Elisa Tonello         | S     | 22 aprile 2000    | Italia               |
| 12 | Giulia Angelina       | S     | 26 febbraio 1997  | Italia               |
| 13 | Samantha Middleborn   | C     | 10 novembre 1990  | Stati Uniti          |
| 16 | Anzhelika Barysevic   | C     | 20 luglio 1995    | Bielorussia          |
| 17 | Sara De Lellis        | P     | 14 novembre 1986  | Italia               |
| 18 | Yasmina Akrari        | C     | 31 agosto 1993    | Italia               |

## Mercato
| Acquisti | Acquisti              | Acquisti        | Acquisti   |
| R.       | Nome                  | da              | Modalità   |
| -------- | --------------------- | --------------- | ---------- |
| C        | Anzhelika Barysevic   | Minčanka        | definitivo |
| L        | Giorgia Caforio       | Cuneo Granda    | definitivo |
| S        | Barbara Đapić         | Oudegem         | definitivo |
| O        | Gyselle de la Caridad | PLDT            | definitivo |
| S        | Odina Əliyeva         | Seramiksan      | definitivo |
| P        | Jordyn Poulter        | Illinois        | definitivo |
| P        | Chiara Scacchetti     | Olimpia Teodora | definitivo |
| S        | Ana Starčević         | -               | definitivo |
| S        | Elisa Tonello         | Club Italia     | definitivo |

| Cessioni | Cessioni            | Cessioni         | Cessioni   |
| R.       | Nome                | a                | Modalità   |
| -------- | ------------------- | ---------------- | ---------- |
| C        | Eleonora Batte      | Parella          | definitivo |
| P        | Sara Colombano      | Gorla            | definitivo |
| P        | Gaia Dell'Amico     | -                | definitivo |
| C        | Giuditta Lualdi     | Adolfo Consolini | definitivo |
| O        | Costanza Manfredini | Adolfo Consolini | definitivo |
| S        | Anna Mezzi          | Lilliput         | definitivo |
| O        | Sofia Moretto       | Futura Giovani   | definitivo |
| S        | Odina Əliyeva       | -                | svincolata |
| C        | Giulia Salvi        | Futura Giovani   | definitivo |
| L        | Paola Sandrone      | PlayAsti         | definitivo |
| P        | Chiara Scacchetti   | Group Roma       | definitivo |

## Risultati

### Serie A1

#### Girone di andata
| 1ª giornata - 28 ottobre 2018 Nelson Mandela Forum, Firenze  | San Casciano      | 3 - 0 | Chieri '76      | 25-23, 27-25, 25-20               |
| 2ª giornata - 1º novembre 2018 PalaMaddalene, Chieri         | Chieri '76        | 1 - 3 | Cuneo Granda    | 34-36, 20-25, 25-11, 17-25        |
| 3ª giornata - 4 novembre 2018 PalaMaddalene, Chieri          | Chieri '76        | 0 - 3 | Savino Del Bene | 17-25, 16-25, 19-25               |
| 4ª giornata - 11 novembre 2018 Palazzetto dello Sport, Monza | Pro Victoria      | 3 - 0 | Chieri '76      | 25-19, 25-17, 25-21               |
| 5ª giornata - 15 novembre 2018 PalaMaddalene, Chieri         | Chieri '76        | 0 - 3 | UYBA            | 20-25, 12-25, 19-25               |
| 6ª giornata - 18 novembre 2018 PalaMaddalene, Chieri         | Chieri '76        | 0 - 3 | Imoco           | 24-26, 24-26, 23-25               |
| 7ª giornata - 25 novembre 2018 PalaRadi, Cremona             | Casalmaggiore     | 3 - 0 | Chieri '76      | 25-21, 25-22, 25-18               |
| 9ª giornata - 9 dicembre 2018 PalaMaddalene, Chieri          | Chieri '76        | 2 - 3 | Bergamo         | 25-15, 14-25, 25-19, 23-25, 10-15 |
| 10ª giornata - 15 dicembre 2018 PalaTerdoppio, Novara        | AGIL              | 3 - 0 | Chieri '76      | 25-20, 25-17, 25-10               |
| 11ª giornata - 22 dicembre 2018 PalaGeorge, Montichiari      | Millenium Brescia | 3 - 2 | Chieri '76      | 25-23, 22-25, 22-25, 25-20, 17-15 |
| 12ª giornata - 26 dicembre 2018 PalaMaddalene, Chieri        | Chieri '76        | 3 - 2 | Club Italia     | 19-25, 25-19, 23-25, 25-22, 19-17 |
| 13ª giornata - 29 dicembre 2018 PalaBaldinelli, Osimo        | Filottrano        | 3 - 2 | Chieri '76      | 23-25, 25-22, 25-18, 22-25, 15-9  |

#### Girone di ritorno
| 1ª giornata - 6 gennaio 2019 Nelson Mandela Forum, Firenze  | Chieri '76      | 1 - 3 | San Casciano      | 25-23, 29-31, 25-27, 20-25        |
| 2ª giornata - 9 gennaio 2019 PalaMaddalene, Chieri          | Cuneo Granda    | 3 - 1 | Chieri '76        | 25-22, 22-25, 25-15, 25-20        |
| 3ª giornata - 13 gennaio 2019 PalaMaddalene, Chieri         | Savino Del Bene | 3 - 1 | Chieri '76        | 25-20, 25-22, 24-26, 25-14        |
| 4ª giornata - 27 gennaio 2019 Palazzetto dello Sport, Monza | Chieri '76      | 1 - 3 | Pro Victoria      | 19-25, 27-25, 20-25, 22-25        |
| 5ª giornata - 30 gennaio 2019 PalaMaddalene, Chieri         | UYBA            | 3 - 0 | Chieri '76        | 25-21, 25-15, 25-21               |
| 6ª giornata - 10 febbraio 2019 PalaMaddalene, Chieri        | Imoco           | 3 - 0 | Chieri '76        | 25-23, 25-23, 25-15               |
| 7ª giornata - 17 febbraio 2019 PalaRadi, Cremona            | Chieri '76      | 1 - 3 | Casalmaggiore     | 22-25, 21-25, 26-24, 15-25        |
| 9ª giornata - 3 marzo 2019 PalaMaddalene, Chieri            | Bergamo         | 2 - 3 | Chieri '76        | 25-23, 20-25, 22-25, 25-9, 9-15   |
| 10ª giornata - 9 marzo 2019 PalaTerdoppio, Novara           | Chieri '76      | 3 - 2 | AGIL              | 22-25, 22-25, 25-21, 25-19, 15-13 |
| 11ª giornata - 17 marzo 2019 PalaGeorge, Montichiari        | Chieri '76      | 0 - 3 | Millenium Brescia | 23-25, 15-25, 23-25               |
| 12ª giornata - 24 marzo 2019 PalaMaddalene, Chieri          | Club Italia     | 3 - 1 | Chieri '76        | 25-17, 25-22, 19-25, 25-23        |
| 13ª giornata - 30 marzo 2019 PalaBaldinelli, Osimo          | Chieri '76      | 3 - 0 | Filottrano        | 25-18, 25-15, 25-17               |

## Statistiche

### Statistiche di squadra
| Competizione | Punti | In casa | In casa | In casa | In trasferta | In trasferta | In trasferta | Totale | Totale | Totale |
| Competizione | Punti | G       | V       | P       | G            | V            | P            | G      | V      | P      |
| ------------ | ----- | ------- | ------- | ------- | ------------ | ------------ | ------------ | ------ | ------ | ------ |
| Serie A1     | 12    | 12      | 3       | 9       | 12           | 1            | 11           | 24     | 4      | 20     |
| Totale       | -     | 12      | 3       | 9       | 12           | 1            | 11           | 24     | 4      | 20     |

G = partite giocate; V = partite vinte; P = partite perse

### Statistiche dei giocatori
| Giocatore        | Serie A1 | Serie A1 | Serie A1 | Serie A1 | Serie A1 | Totale | Totale | Totale | Totale | Totale |
| Giocatore        | P        | PT       | AV       | MV       | BV       | P      | PT     | AV     | MV     | BV     |
| ---------------- | -------- | -------- | -------- | -------- | -------- | ------ | ------ | ------ | ------ | ------ |
| Y. Akrari        | 22       | 134      | 91       | 36       | 7        | 22     | 134    | 91     | 36     | 7      |
| O. Əliyeva       | 16       | 108      | 97       | 6        | 5        | 16     | 108    | 97     | 6      | 5      |
| G. Angelina      | 23       | 242      | 209      | 18       | 15       | 23     | 242    | 209    | 18     | 15     |
| A. Barysevic     | 12       | 69       | 54       | 14       | 1        | 12     | 69     | 54     | 14     | 1      |
| G. Bresciani     | 22       | 0        | 0        | 0        | 0        | 22     | 0      | 0      | 0      | 0      |
| G. Caforio       | 12       | 0        | 0        | 0        | 0        | 12     | 0      | 0      | 0      | 0      |
| B. Đapić         | 14       | 38       | 29       | 4        | 5        | 14     | 38     | 29     | 4      | 5      |
| G. de la Caridad | 23       | 395      | 338      | 27       | 30       | 23     | 395    | 338    | 27     | 30     |
| S. De Lellis     | 20       | 17       | 12       | 1        | 4        | 20     | 17     | 12     | 1      | 4      |
| S. Middleborn    | 18       | 139      | 101      | 32       | 6        | 18     | 139    | 101    | 32     | 6      |
| E. Perinelli     | 24       | 200      | 185      | 10       | 5        | 24     | 200    | 185    | 10     | 5      |
| J. Poulter       | 9        | 8        | 2        | 6        | 0        | 9      | 8      | 2      | 6      | 0      |
| C. Scacchetti    | 12       | 6        | 4        | 1        | 1        | 12     | 6      | 4      | 1      | 1      |
| A. Starčević     | 3        | 1        | 1        | 0        | 0        | 3      | 1      | 1      | 0      | 0      |
| E. Tonello       | 15       | 0        | 0        | 0        | 0        | 15     | 0      | 0      | 0      | 0      |

P = presenze; PT = punti totali; AV = attacchi vincenti; MV = muri vincenti; BV = battute vincenti